# Jequitinhonha
Jequitinhonha é um município do estado de Minas Gerais, no Brasil. De acordo com o censo realizado em 2022 sua população era de 24 007 habitantes.

## Etimologia
O topônimo "Jequitinhonha" é de origem indígena e tem o significado de "rio largo e cheio de peixes".

## História
Os antigos habitantes da região eram os índios maxacalis, também chamados patascos, que habitavam as povoações de Aldeias e Faranchos, situadas 3 e 36 quilômetros da atual sede do município, respectivamente. As terras do atual município de Jequitinhonha estiveram ligadas, durante o século XVIII, à antiga comarca do Serro Frio e, depois, ao município de Minas Novas. O povoado que deu origem à atual cidade surgiu no ano de 1811, pelo alferes Julião Fernandes Taborda Leão, que recebera ordens da coroa portuguesa de proteger o rio Jequitinhonha, que se supunha ser rico em diamantes. Com isso, se iniciaram as primeiras plantações e criações de gado na região. O nome inicial da povoação foi Sétima Divisão Militar de São Miguel, pois o fundador chegou ali no dia de São Miguel. Depois, o nome foi alterado para freguesia de São Miguel da Sétima Divisão; Vila de Jequitinhonha; e, finalmente, Jequitinhonha. A sede municipal de Jequitinhonha conserva, até hoje, algumas construções do século XIX, mas o conjunto mais representativo é do início do século XX, com casas nos estilos colonial, neoclássico e eclético.

## Geografia
O município de Jequitinhonha, com uma área de 3 526 km e população de 25 560 habitantes, sendo 16 837 na zona urbana e 7 357 na zona rural, situa-se no nordeste do Estado de Minas Gerais e está inserido na região denominada "Vale do Jequitinhonha", precisamente no Baixo Jequitinhonha, onde participa, juntamente com outros municípios, da Associação dos Municípios do Baixo Jequitinhonha.
Fica localizada a 685 km de Belo Horizonte, às margens do Rio Jequitinhonha. As principais fontes de economia são pecuária de corte e agricultura de subsistência.

### Hidrografia
O Rio Jequitinhonha é o principal rio do município.

## Cultura, Esporte e preservação
Possui, o vale do Jequitinhonha uma ampla e rica cultura, contando com poetas, músicos e artesãos de grandes habilidades artísticas. As festas mais famosas são o carnaval, aniversário da cidade e as tradicionais festas juninas.
No esporte, destaca-se o basquetebol, voleibol, handebol, futsal entre outros, que são praticados por jovens e adultos e muito amplamente divulgados em escolas e feiras.

## Turismo
No lazer, a região do Jequitinhonha conta com os clubes AABB, ASDERJE, Clube Campestre Jequitinhonha. Tem também um estádio de futebol, o Mineirinho e um Ginásio Poliesportivo que oferecem aos desportistas um espaço para prática de diversas modalidades esportivas. Dentre as praças, destaca-se a Praça Virgem da Lapa (Praça da Matriz), Praça da Bandeira no bairro Unicampo, Praça Padre Emerenciano e a Praça do bairro Alvorada.
Em épocas festivas como carnaval a cidade se torna muito atrativa, reunindo inúmeras pessoas de toda a parte do estado e dos estados de São Paulo, Espírito Santo, Distrito Federal e da Bahia.
Destacam-se, no Carnaval, o grande número de blocos carnavalescos, principalmente o Kambaliandos (maior da cidade) e Cordão do Calango (domingo de Carnaval) e o Bloco da Mulinha, na segunda-feira.
A quantidade de pessoas que visitam a cidade em épocas festivas é muito grande, chegando mais que o dobro da própria população urbana.
A feira livre acontece na quarta, sexta-feira e aos sábados, onde moradores da zona rural expõem seus produtos, como: mandioca, farinha, goma, milho, doces, hortaliças, verduras, frutas e produtos artesanais: panela e potes de barro, colheres de pau, peneira, cestos.

## Economia
Em suas atividades econômicas, destacam-se, principalmente, o comércio, a agricultura, a fruticultura, dando ênfase ao plantio de banana e a pecuária.
Possui um aeroporto, quatro agências bancárias, hospital, postos de saúde, campo de futebol iluminado, três hotéis, assistência técnica em aparelhos eletrônicos, loja de materiais de construção e marmoraria com grande quantidade de mármores e granitos, três clubes de lazer, parque de exposição, quadra poliesportiva, correios, junta militar, escolas públicas e particulares, o Jornal Informativo Jequitinhonha, a Rádio Santa Cruz, 16.705 eleitores, Microlins, o Instituto Educacional de Jequitinhonha, Instituto Pirâmide, a ACAJE - Associação Comercial de Jequitinhonha, o Sindicato dos Trabalhadores e Produtores Rurais.
O Vale do Jequitinhonha tem um alto potencial energético, uma grande fertilidade no seu solo, extensas plantações de eucalipto e elevada produção de frutas. É um grande pólo fruticultor privado, com investimento em alta tecnologia de irrigação (por microaspersão), com o cultivo de quatrocentos hectares de bananeiras irrigadas, coordenados por um grupo de fruticultores que criaram a Associação dos Produtores de Fruticultura Irrigada de Jequitinhonha. A produção da associação é comercializada nos grandes centros consumidores do Rio de Janeiro, Salvador, Porto Alegre, Belo Horizonte, dentre outras cidades.
Em Jequitinhonha, há também uma ativa produção de coco anão, mangas, produção de cachaça (aguardente de cana), produção de mel de abelhas, dentre outras culturas, como também, um setor pecuário bastante desenvolvido.
Afora essas condições, a cidade de Jequitinhonha, especialmente, possui um rico casario edificado no início do século XX, que se caracteriza por um conjunto arquitetônico eclético de rara beleza e esplêndida harmonia. No território do município, nas imediações do Povoado do Caju encontra-se ainda inexplorado um rico sítio rupestre. Recentemente grande parte do território do município, situado na margem esquerda do Rio Jequitinhonha foi declarada pelo Governo Federal como área de utilidade pública para fins de implantação da Reserva Biológica da Mata Escura, intocado pedaço da Mata Atlântica, com mais de 50 000 hectares. Essa reserva abriga uma rica fauna e se constitui na segunda concentração de floresta de pau-brasil ainda existente no País.